# Chiesa di San Martino Vescovo (Vedelago)
La chiesa di San Martino Vescovo è la parrocchiale di Vedelago, in provincia e diocesi di Treviso; fa parte del vicariato di Castelfranco.

## Storia
A Vedelago venne costruita una chiesa nel XVII secolo, che fu sostituita nel 1717 da una nuova progettata da Giorgio Massari; quest'ultima venne interessata tra il 1766 e il 1769 da un ampliamento, in occasione del quale si provvide a rimaneggiare la facciata.
L'edificio fu nuovamente ingrandito tra il 1906 e il 1907, allorché si procedette a rifare il presbiterio e l'abside.
Nel 1926, dopo la demolizione della vecchia chiesa settecentesca, venne posta la prima pietra della nuova parrocchiale; i lavori terminarono l'anno successivo.
La struttura fu interessata da un restauro negli anni ottanta, per poi venir ulteriormente ristrutturata negli anni 2000.

## Descrizione

### Esterno
La facciata a salienti della chiesa, rivolta a ovest, è in mattoni a faccia vista e presenta un basamento marmoreo bianco; al centro è posto il protiro sorretto da colonne binate in marmo rosso di Asiago, a protezione del portale d'ingresso, sormontato da una lunetta contenente un mosaico raffigurante Cristo a braccia aperte, mentre più in alto è collocato all'interno di una grande arcata a tutto sesto un bassorilievo rappresentante un'alta croce latina tra due angeli e le lettere greche Α e Ω; ai lati, oltre a due contrafforti, sono presenti due strette monofore a tutto sesto murate.
Vicino alla parrocchiale sorge il settecentesco campanile a base quadrata, che misura un'altezza di circa 40 m; la cella presenta una bifora per lato ed è coronata da un'alta guglia piramidale poggiante su un tamburo ottagonale.

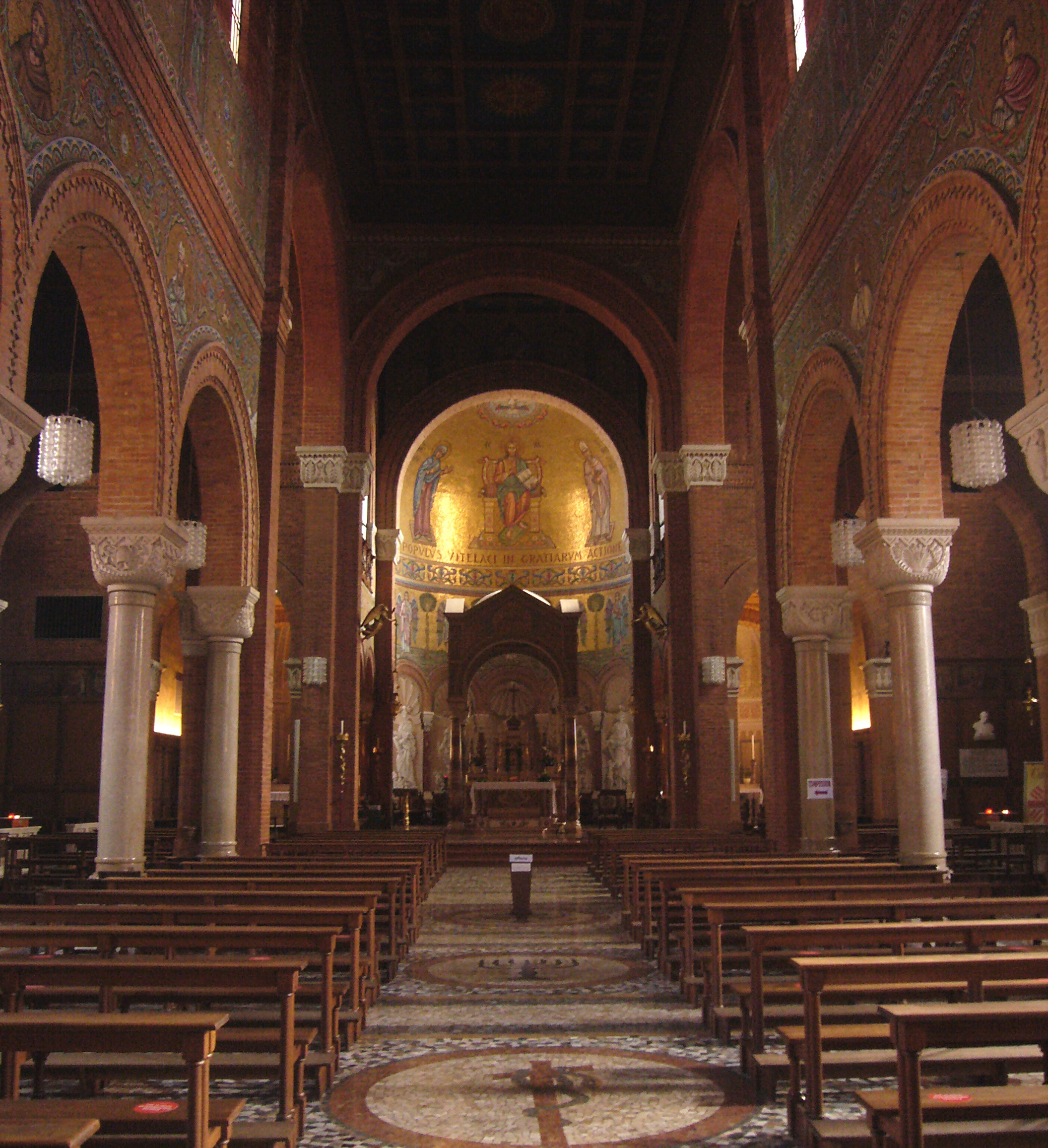
L'interno

### Interno

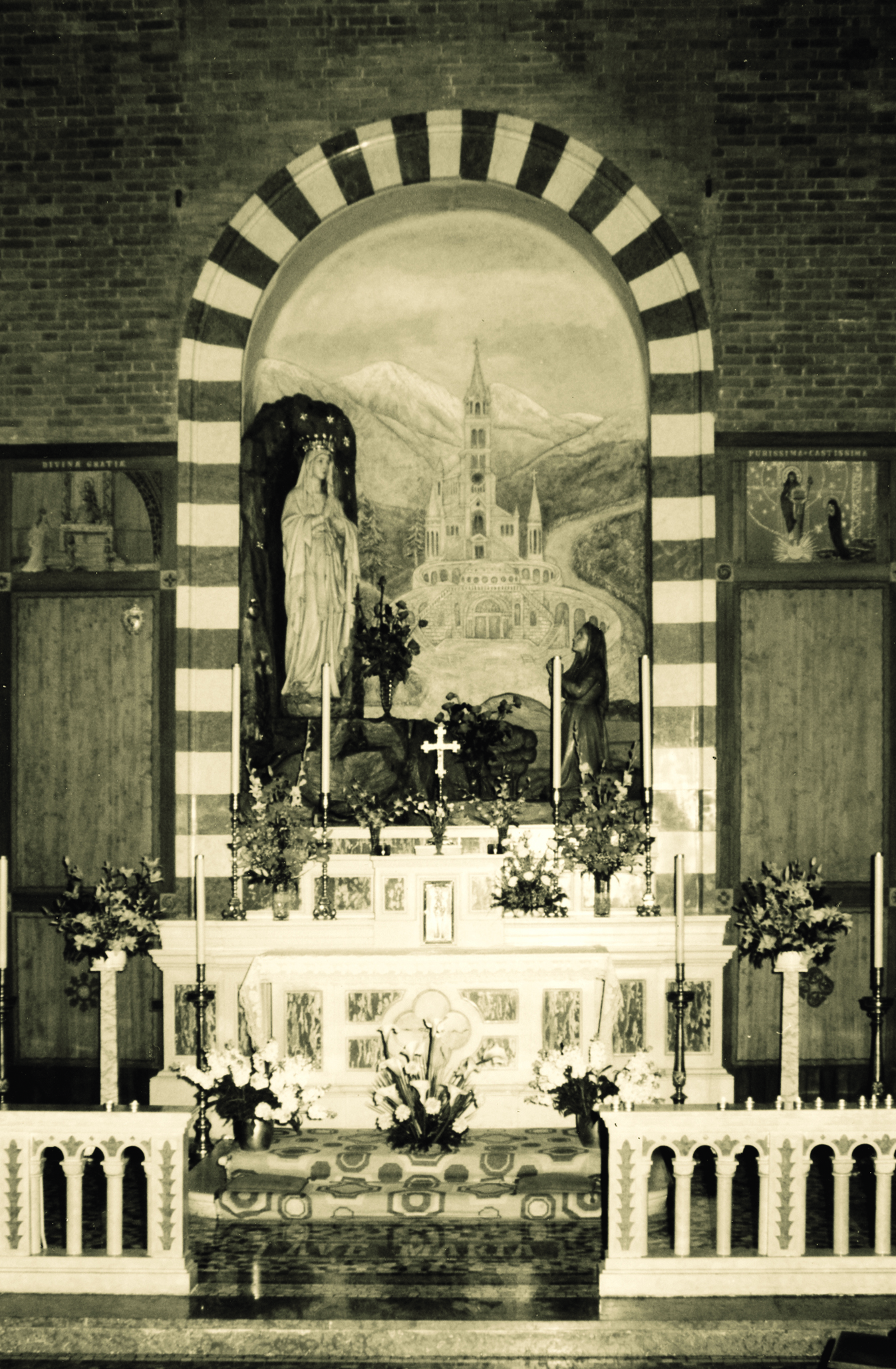
Cappella della Madonna di Lourdes della parrocchia San Martino Vescovo

L'interno dell'edificio è diviso in tre navate, coperte da soffitti piani a cassettoni lignei e suddivise tra loro da archi a tutto sesto in laterizio, retti da colonne marmoree con capitelli a dado scantonato; al termine dell'aula, oltrepassato il transetto si apre attraverso l'arco trionfale il presbiterio a pianta quadrata, a sua volta chiuso dall'abside semicircolare.

Qui sono conservate diverse opere di pregio, tra le quali i due altari della Madonna e del Sacro Cuore, costruiti nel 1776, l'altare maggiore in marmo, costruito tra il 1741 e il 1750 a Follina, l'antica statua raffigurante Sant'Antonio e il grande mosaico del catino absidale ritraente Cristo Re in trono tra la Madonna e San Martino.

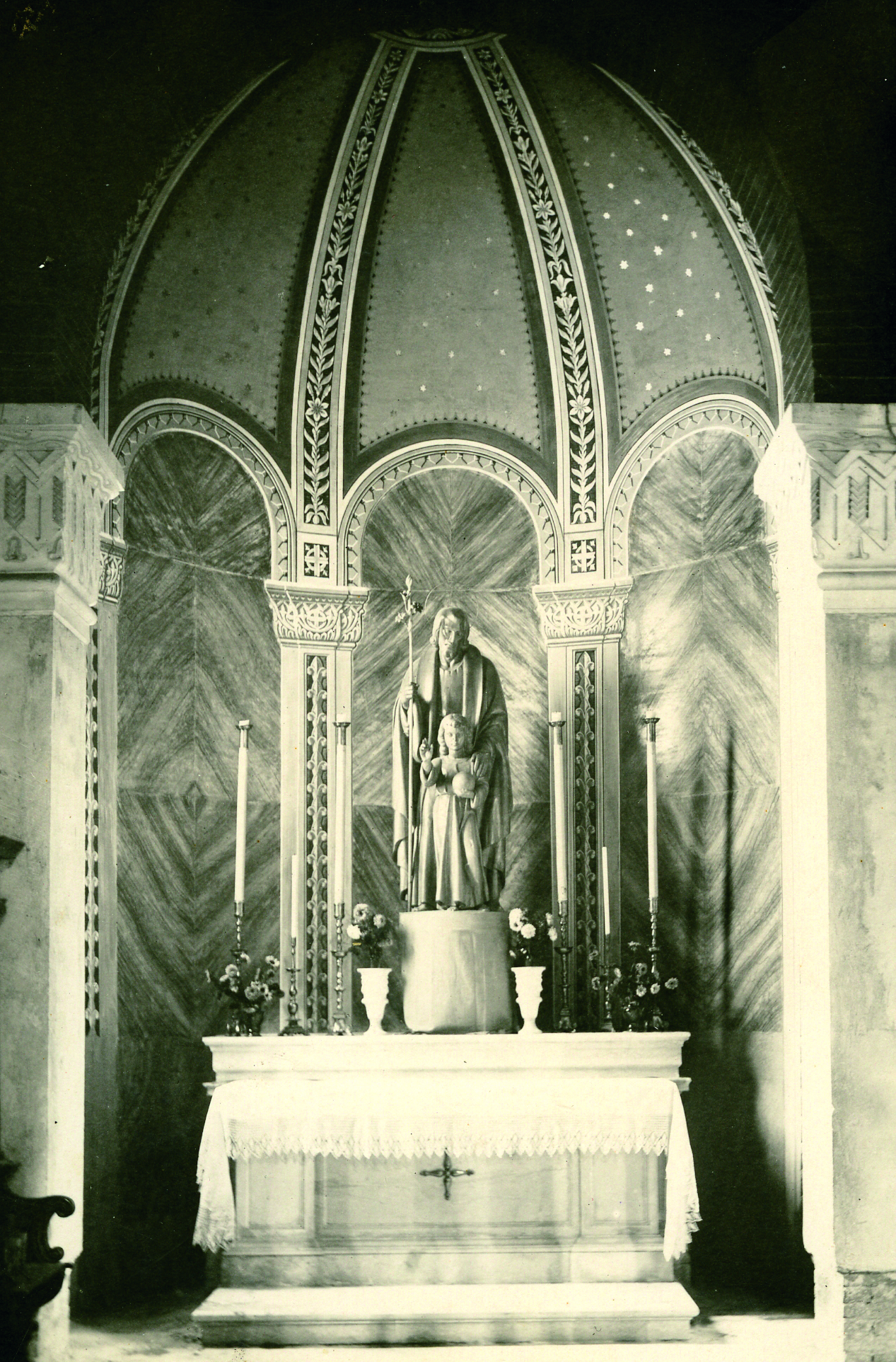
Cappella San Giuseppe della parrocchia San Martino Vescovo